# Onthophagus ensifer
Onthophagus ensifer là một loài bọ cánh cứng trong họ Bọ hung (Scarabaeidae).